# Daniel Hameline
Daniel Hameline (né le 2 décembre 1931) est un pédagogue français.

## Biographie
Né le 2 décembre 1931 à Nantes, frère jumeau de Jean-Yves, spécialiste de musique sacrée et professeur honoraire de l’Institut Catholique de Paris, Daniel Hameline est titulaire d'un doctorat ès lettres (1971). Il est ensuite directeur des études à l'Institut supérieur de pédagogie de l'Institut catholique de Paris, puis professeur à l'Université Paris-Dauphine. 
De 1982 à 1997, Daniel Hameline est titulaire de la chaire universitaire de Philosophie de l'éducation et professeur d'histoire des idées pédagogiques à l'Université de Genève. Il est cofondateur avec Mireille Cifali des Archives Institut Jean-Jacques Rousseau et du groupe de travail sur l'histoire de l'enseignement scolaire et de la pédagogie au sein de la Société suisse pour la recherche en éducation.

## Publications
- Les Objectifs pédagogiques en formation initiale et continue.
- Rémy Gerber [et al.] ; sous la dir. de Daniel Hameline, Autour d'Adolphe Ferrière et de l'éducation nouvelle, Genève, Univ. de Genève Fac. de psychologie et des sciences de l'éducation, coll. « Cahiers de la Section des sciences de l'éducation. Pratiques et théorie ; no 25 », 1981 (réimpr. 1989), 105 p.
- « Adolphe Ferrière (1869-1870) », in Perspectives : revue trimestrielle d’éducation comparée, Unesco : Bureau international d’éducation, Paris, 1993, vol. XXIII, no 1-2, p. 379-406. [Lire en ligne] « Adolphe Ferrière (1869-1870) », in Prospects: the quarterly review of comparative education, Unesco : International Bureau of Education, Paris, 1993, vol. XXIII, no. 1/2, p. 373–401. [Lire en ligne]
- Quinze pédagogues, leur influence aujourd’hui', sous la direction de Jean Houssaye, Bordas Pédagogie, 2002
- Les objectifs pédagogiques en formation initiale et en formation continue, Paris, ESF, 1979, 223 p. « Les objectifs pédagogiques en formation initiale et en formation continue » (consulté le 2 août 2013)
- Édouard Claparède (1873-1940), sur le site du Bureau international d’éducation de l'Unesco
- avec Marie-Joelle Dardelin, La liberté d'apprendre, justifications pour un enseignement non-directif, Les Éditions ouvrière, Paris, 1967